# Ready to Go
Ready to Go – trzydziesty drugi singel oraz utwór niemieckiego DJ-a i producenta - Tomcrafta, nagrany w duecie z zespołem Republica, wydany w Niemczech 30 kwietnia 2007 (wydanie 12"). Utwór pochodzi z czwartego albumu Tomcrafta - For the Queen (drugi singel z tej płyty). Na singel składa się tylko utwór tytułowy w dwóch wersjach.

## Lista utworów
1. Ready to Go (Club Mix) (6:12)
2. Ready to Go (L&Ts Latenight Edit) (9:33)